# Complejo volcánico de Akan

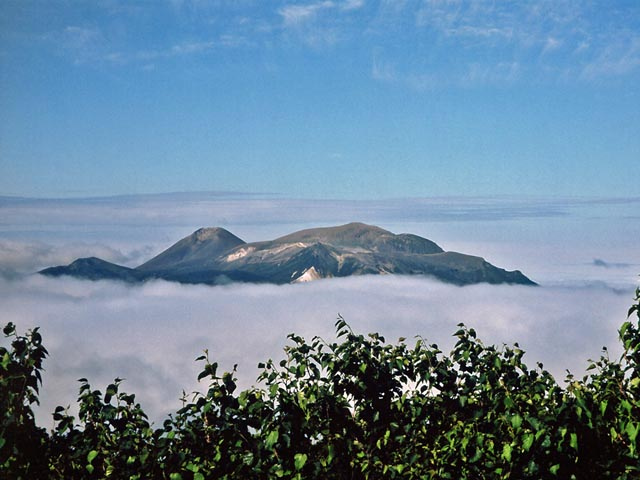
Monte Meakan y Akan Fuji desde el monte Oakan (julio de 2008).

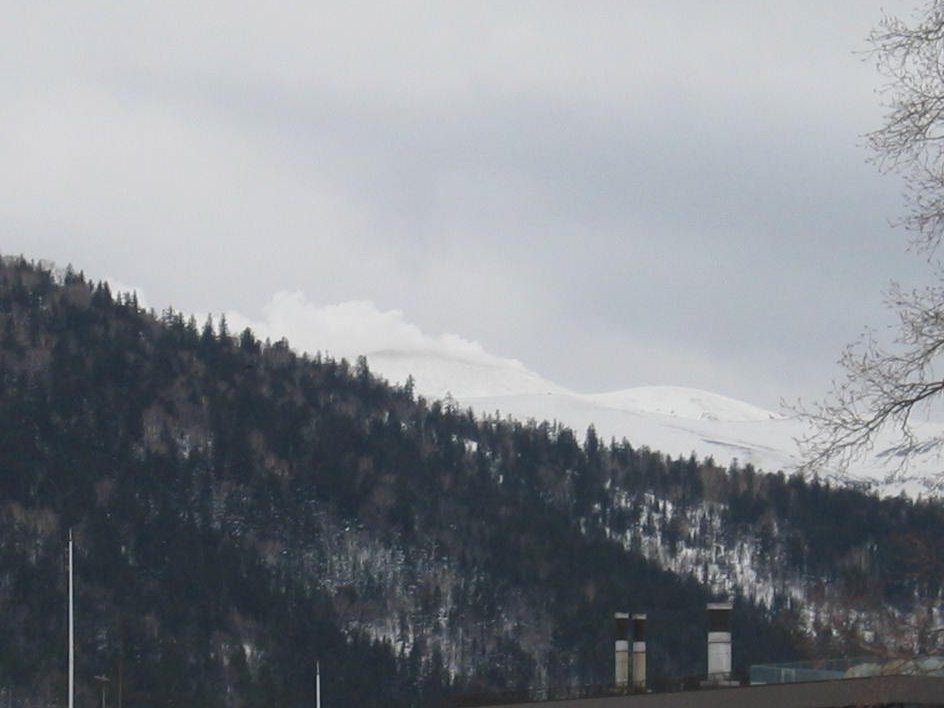
Vapor saliendo del Monte Meakan, visto desde la orilla del lago Akan.

El complejo volcánico de Akan es un grupo de volcanes que surgió de la caldera Akan. Se encuentra dentro del parque nacional Akan, a unos 50 km al noroeste de Kushiro en el este de Hokkaidō, Japón.

## Descripción
Varios picos están dispuestos alrededor del lago Akan (Akk-ak), que llena una caldera de 24×13 km, siendo los más altos el Me-Akan (Meakan), O-Akan (Oakan) y Akan-Fuji.
Oakan ocupa un lugar destacado en el lado noreste de la caldera, mientras que Meakan ocupa el lado opuesto, suroeste, en un grupo de nueve estratovolcanes que incluyen el Akan-Fuji, uno de los muchos volcanes simétricos japoneses llamados así por el famoso monte Fuji y el volcán Fuppushi ( también conocido como Fuppushi-dake, que no debe confundirse con el Monte Fuppushi, que se encuentra en el sudoeste de Hokkaido).

## Vulcanología
La caldera Akan se formó hace 31.500 años. Su forma alargada se debe a que ha ido creciendo longitudinalmente  después de las principales erupciones explosivas, desde el período temprano hasta el Pleistoceno medio.
El cráter Nakamachineshiri del volcán Meakan se formó durante una gran erupción hace unos 13.500 años.
El grupo Me-Akan compuesto por nueve conos volcánicos superpuestos en el lado este del lago Akan ha sufrido erupciones leves desde el comienzo del siglo XIX. La última erupción de este volcán fue en 2008
Me-Akan es uno de los volcanes más activos de Hokkaido. Su cumbre contiene los cráteres activos de Ponmachineshiri y Naka-Machineshiri, sitios de frecuentes erupciones freáticas en el tiempo histórico. Akan-Fuji y O-Akan no han entrado en erupción en el tiempo histórico.
Akan está calificado con un índice de explosividad volcánica de 4 en la escala Smithsonian VEI, el cuarto puntaje más alto de la escala, basado en la erupción más grande conocida del volcán, alrededor de 7050 a. C.

## Características destacadas de Akan:[7]

### Conos
- Me-Akan-Dake (monte Meakan) (1499 m), estratovolcán;
- Akan Fuji (Akan-Fuji, Akan-Huji) (1476 m), estratovolcán;
- Kita-Yama (1400 m), cono;
- O-Akan-Dake (monte Oakan) (1371 m), estratovolcán;
- Cono Kenga-Mine (1336 m), cono;
- Nishi-Yama (Nisi-Yama) (1300 m), cono;
- Fuppushi (Huppusi) (1226 m), estratovolcán;
- Miname-Dake (1217 m) estratovolcán
- Higashi-Dake (Higasi-Dake) (1140 m), cono;
- Furebetsu (Hurebetu) (1098 m), estratovolcán;
- Cono Kobu-Yama, cono;
- Futatsu-Dake, cono piroclástico.

### Cráteres
- Nakamachineshiri (Nakamatineshiri) Cráter
- Ponmachineshiri (Ponmatinesiri) Cráter

### Otras cumbres
- Monte Ken
- Monte Ahoro